# Francouzská kokarda

Francouzská kokarda

Francouzská kokarda (francouzsky Cocarde tricolore) je francouzský národní symbol. Vzniká uspořádáním nařasených stuh modré, bílé a červené barvy do soustředných kruhů. Jedná se o barvy francouzské vlajky, kdy středový kruh kokardy tvoří modrá, mezikruží je bílé a červená vytváří vnější okrajový pás.

## Historie

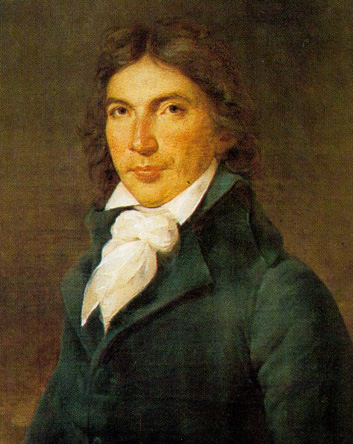
Camille Desmoulins

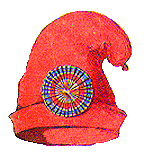
Frygická čapka s francouzskou kokardou, symboly Francouzské revoluce

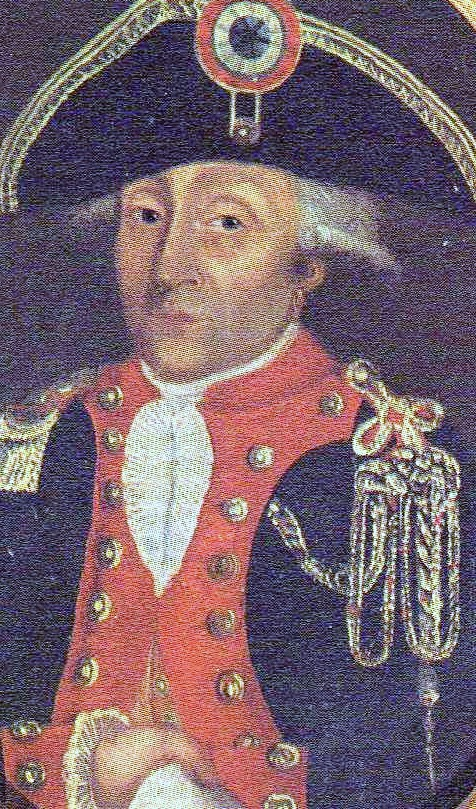
Důstojník Francouzského četnictva Gendarmerie nationale z dob Francouzské revoluce s kokardou na klobouku

Zrození trojbarevné francouzské kokardy je spojeno s dobytím Bastily na samém počátku Velké francouzské revoluce v roce 1789. Traduje se, že 12. července toho roku, tedy dva dny před útokem na Bastilu, prý revoluční novinář Camille Desmoulins vyzval Pařížany, aby se bojovníci za svobodu označili viditelným znamením, a navrhl zelenou, barvu naděje, nebo modrou, barvu americké revoluce a symbol svobody a demokracie. Dav si sice zvolil zelenou, ale ta byla již následujícího dne odmítnuta, protože byla současně barvou králova bratra, reakčního hraběte z Artois, pozdějšího krále Karla X.
Téhož dne, 13. července, založili pařížští měšťané občanskou milici, která měla zabránit revolučnímu násilí. Vznikla tak příležitost vytvořit jinobarevnou kokardu. Bylo rozhodnuto, že by milice měla dostat zřetelně rozlišitelný znak v podobě kokardy v tradičních barvách pařížského znaku, tedy červené a modré.
O pár dní později, 17. července, navštívil král Ludvík XVI. Paříž, aby se tu setkal s novou Národní gardou. Její příslušníci nosili na kloboucích kokardy ve stejných barvách jako občanská milice. U příležitosti královy návštěvy zřejmě velitel gardy markýz de La Fayette přidal k červeno-modré kokardě, kterou nosili gardisté, bourbonskou bílou na znamení loajality vůči panovníkovi. Ludvík XVI. si ji připnul na klobouk a – s určitou váhavostí – souhlasil se jmenováním astronoma a politika Jeana Sylvaina Baillyho za pařížského starostu a s vytvořením Národní gardy pod vedením markýze La Fayetta. Tak se zrodila francouzská tříbarevná kokarda. Téhož dne opustil hrabě z Artois společně s příslušníky šlechty, kteří podporovali absolutní monarchii, Francii.
Tříbarevná kokarda se stala oficiálním symbolem revoluce v roce 1792. Její barvy měly nově reprezentovat tři stavy francouzské společnosti: modrá duchovenstvo, bílá šlechtu a červená třetí stav neboli proletariát. Používání těchto tří barev se tak rozšířilo, že je zákon z 15. února 1794 stanovil barvami francouzské státní vlajky.
Od srpna 1789 začali italští demonstranti sympatizující s francouzskou revolucí používat jednoduché kokardy ze zelených listů inspirované prvotní kokardou Camilla Desmoulinse. Z nich se postupně vyvinuly červeno-bílo-zelené italské kokardy.

## Použití

### Na vozidlech státních institucí

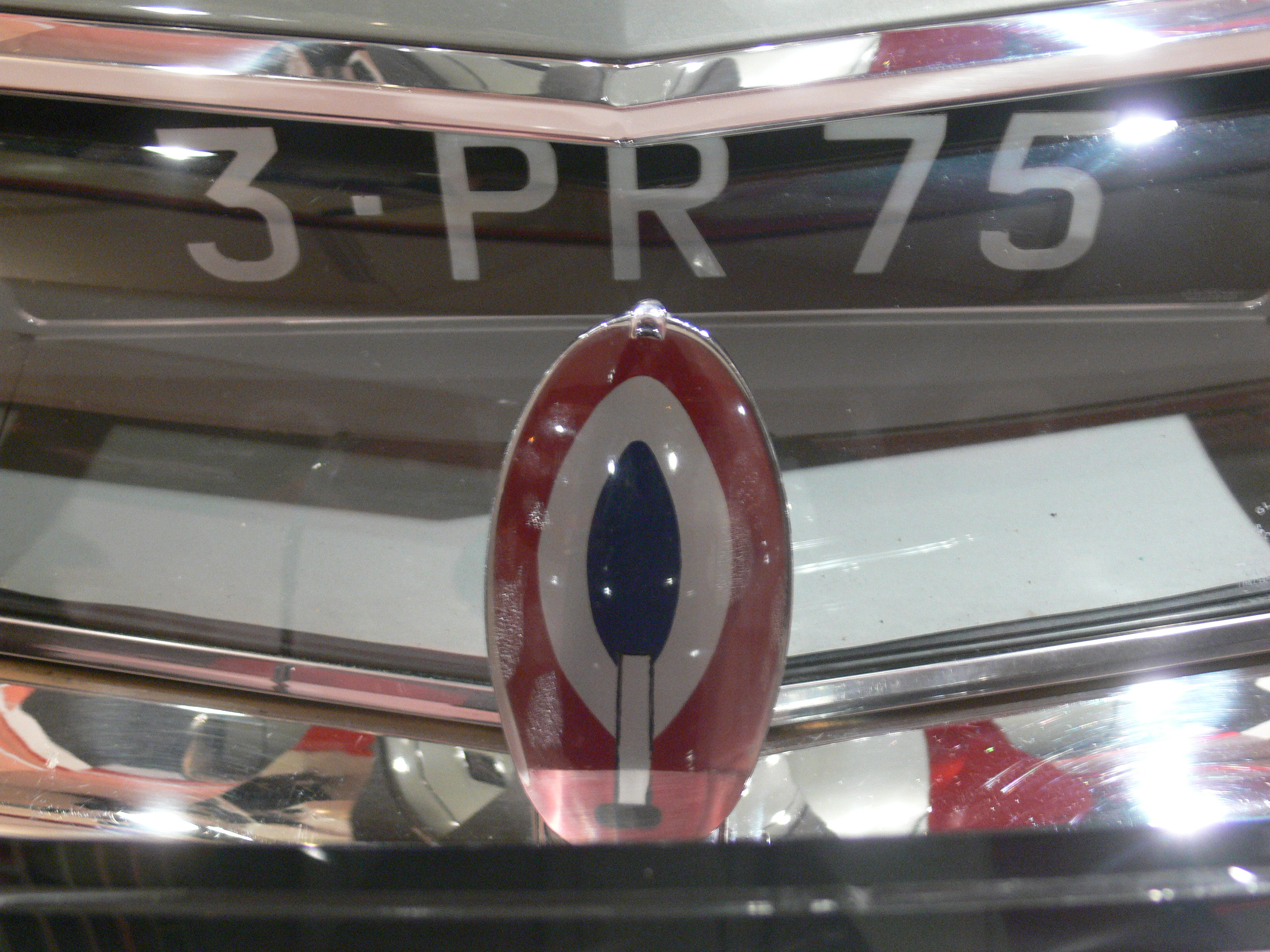
Detail prezidentského Citroënu SM

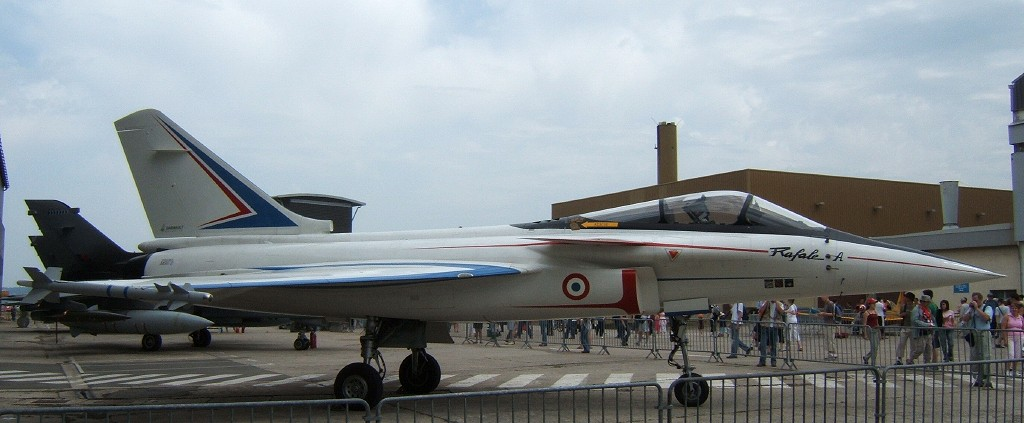
Stíhací letoun Dassault Rafale s francouzskou kokardou

Vyhláška č. 89–655 ze dne 13. září 1989 o veřejných obřadech, prioritách, občanských a vojenských poctách zakazuje používání tříbarevné kokardy na veškerých pozemních, námořních a vzdušných dopravních prostředcích. Výjimky se vztahují pouze na následující instituce:
- prezident Francouzské republiky
- členové francouzské vlády, tedy ministři a státní sekretáři
- funkcionáři Francouzského parlamentu
- prezident francouzské Ústavní rady
- viceprezident francouzské Státní rady
- prezident Ekonomické, sociální a ekologické rady
- prefekti v jejich vlastních departmentech a podprefekti při oficiálních akcích ve svých arrondissementech.

Starostové nemohou na svých vozidlech tříbarevnou kokardu používat, a pokud tento zákaz poruší, riskují až rok vězení a pokutu 15 000 eur.

### Na státních letadlech
Jako první na světě začalo kokardy na trupech letadel používat francouzské vojenské letectvo v roce 1912. Za první světové války se tento zvyk všeobecně rozšířil. Mezi prvními se u Francouzů zhlédlo Britské vojenské letectvo, Royal Flying Corps, a od 11. prosince 1914 začalo u svých letadel používat kruhové výsostné znaky, jako měli Francouzi, jen s obráceným pořadím barev. Tříbarevné kokardy se dodnes malují na trupy francouzských vojenských letadel jako hlavní výsostné znaky Francouzského letectva. V upravené podobě se pak používají na ostatních vládních letadlech. Po druhé světové válce dostala tato kokarda žlutý lem, který byl roku 1984 opět odstraněn.

### Další použití
Tříbarevná kokarda se rovněž používá u některých speciálních vojenských i civilních stejnokrojů, jejichž součástí je i pokrývka hlavy, která jí je ozdobena. Jedná se rovněž o charakteristický znak jednoho ze symbolů Francouzské republiky, alegorické postavy Marianne, jež bývá tradičně zpodobňována s frygickou čapkou na hlavě, obvykle ozdobenou tříbarevnou národní kokardou. Tato kokarda se objevuje na odznacích starostů a zdobí i šerpy vítězek soutěže Miss France.